# SC Gatow
SC Gatow is een Duitse voetbalclub uit het Berlijnse stadsdeel Gatow.

## Geschiedenis
De club werd in 1931 opgericht als Gatower SV. De club bleef tot aan het einde van de Tweede Wereldoorlog actief in de laagste Berlijnse speelklassen. Na de oorlog werd de club heropgericht als SG Gatow, maar speelde opnieuw geen belangrijke rol en plaatste zich niet eens voor de Berliner Stadtliga, waarvoor 28 teams zich wel plaatsten. In 1949 werd de naam SC Gatow aangenomen.
Op sportief vlak kende de club in de jaren zestig een bloei toen ze naar de Amateurliga Berlin promoveerden (derde klasse). In het eerste seizoen werd de club meteen vicekampioen achter tweevoudig landskampioen Viktoria 89 Berlin. In de eindronde om promotie naar de Regionalliga moest de club het afleggen van BFC Südring. Het volgende seizoen promoveerde de club wel naar de Regionalliga Berlin, en werd daar voorlaatste. In 1969 degradeerde de club uit de Amateurliga. In 1980 promoveerde de club naar de Oberliga Berlin, de derde klasse en verbleef daar tot 1991 met uitzondering van twee seizoenen.
Na de Duitse hereniging werd de Oberliga Berlin ontbonden en vervangen door de Oberliga Nordost, die nu ook heel wat clubs uit het vroegere Oost-Duitsland telde. Gatow was niet opgewassen tegen de nieuwe concurrentie en degradeerde na twee seizoenen. Na twee seizoenen in de Verbandsliga degradeerde de club verder naar de Landesliga. Na een titel in 2009 promoveerde de club terug naar de Verbandsliga, die nu nog maar de zesde hoogste klasse was. De club speelde hier tot 2015. In 2022 degradeerde de club naar de Bezirksliga, maar kon na één seizoen weer promotie afdwingen. In 2024 degradeerde de club opnieuw.